# GullivAir
GullivAir (em búlgaro:  Гъливер) é uma companhia aérea búlgara com sede em Sófia.

## História

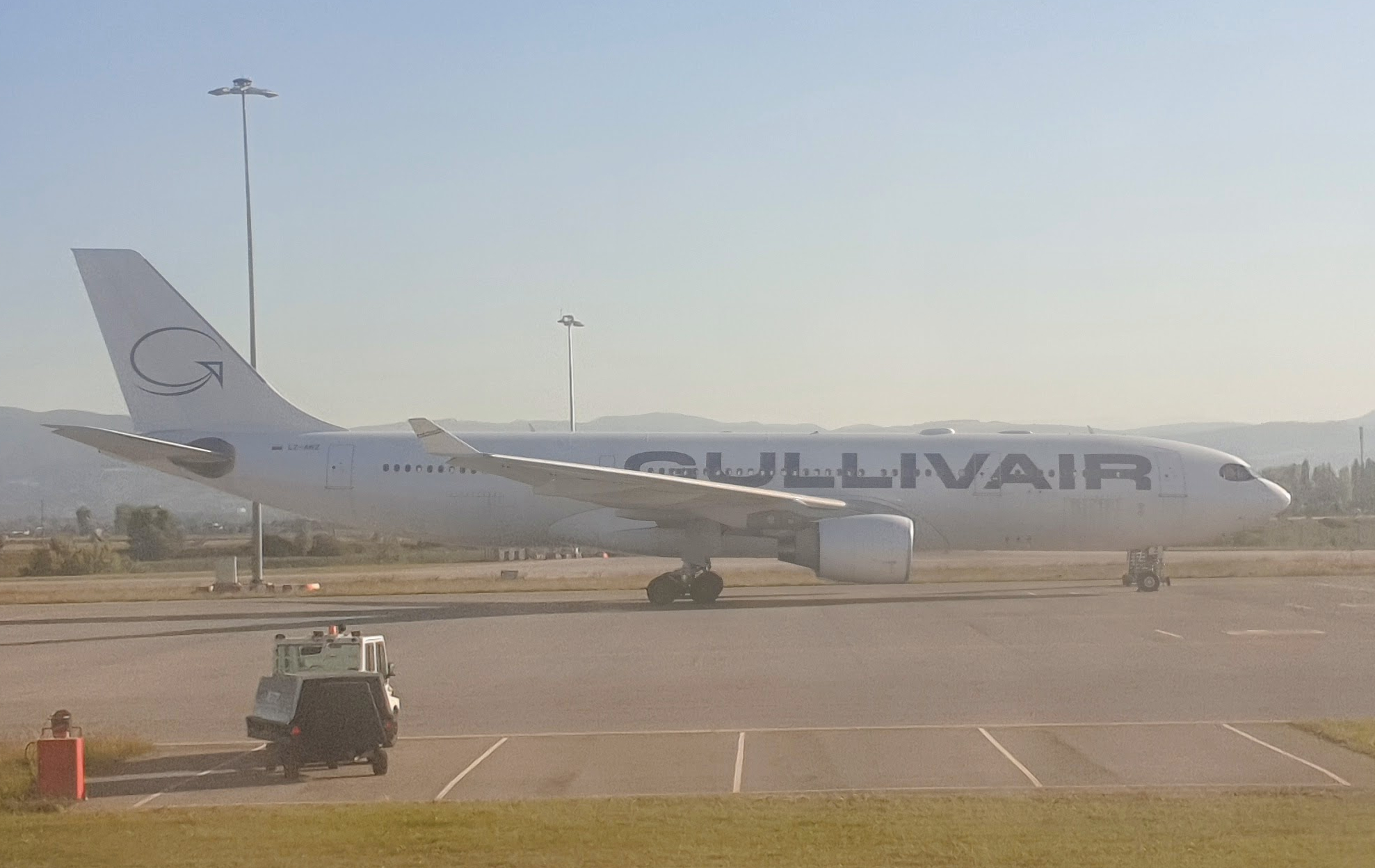
Um Airbus A330-200 da GullivAir

A GullivAir foi fundada em 2016 e recebeu sua licença operacional das autoridades búlgaras em setembro de 2020 e iniciou as operações com um Airbus A330-200 da Shaheen Air com serviços charter no outono de 2020. Eles iniciaram voos regulares da Bulgária e Romênia para destinos de longa distância na República Dominicana e nas Maldivas a partir de dezembro de 2020.
O voo inaugural ocorreu em 15 de agosto de 2021. A companhia aérea planeja operar voos domésticos para Ruse e voos internacionais para Tirana.

## Frota

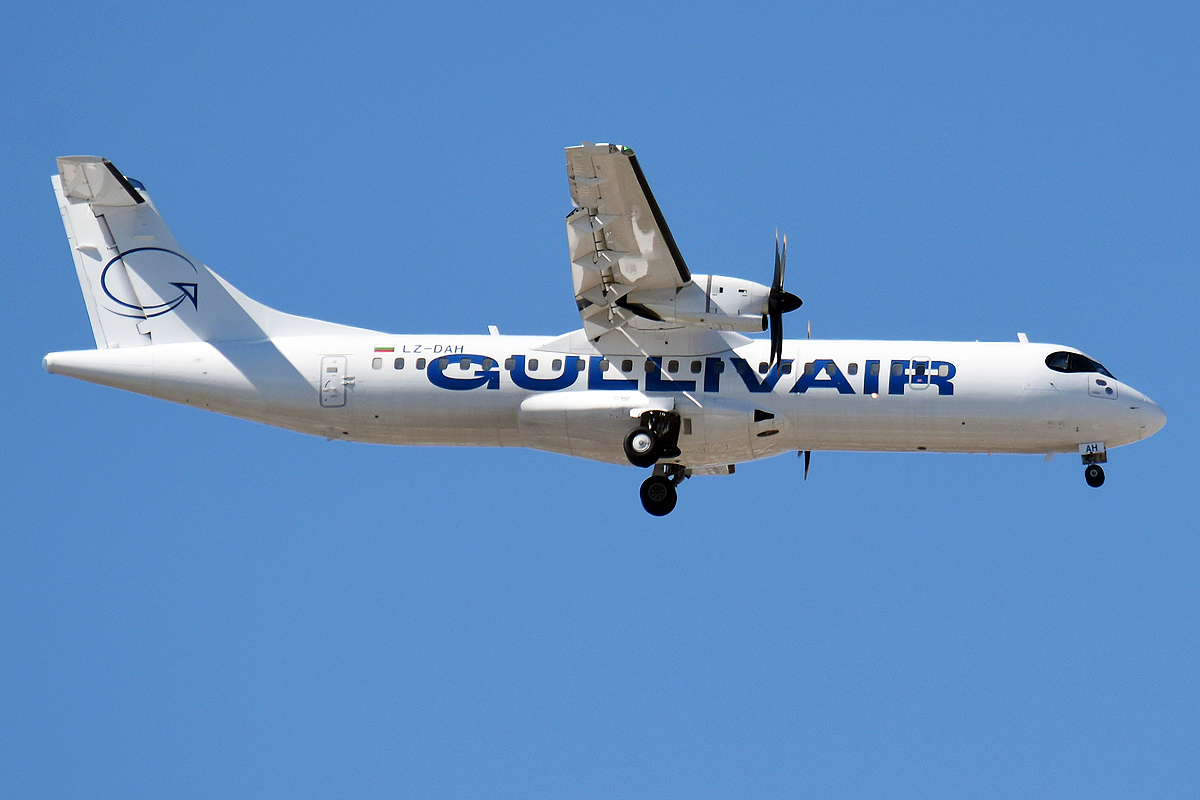
Um ATR 72-600 da GullivAir

A frota da GullivAir consiste nas seguintes aeronaves (Outubro de 2021):
| Aeronaves       | Em Serviço | Ordens | Passageiros | Notas |
| --------------- | ---------- | ------ | ----------- | ----- |
| Airbus A330-200 | 3          | –      | 269-326     |       |
| ATR 72-600      | 3          | –      | 70          |       |
| Total           | 6          | 0      |             |       |